# 色曲 (绰斯甲河支流)
色曲，是中国长江流域的一条河流，汇入绰斯甲河西支，属于大渡河水系。河长150千米，流域面积3040平方千米，年均流量26立方米每秒。自然落差1760米。水能理论蕴藏量18万千瓦。